# Noyes Billings
Noyes Billings (* 31. März 1800 in Stonington, Connecticut; † 26. April 1865 in New London, Connecticut) war ein US-amerikanischer Politiker. Zwischen 1846 und 1847 war er Vizegouverneur des Bundesstaates Connecticut.

## Werdegang
Noyes Billings absolvierte das Yale College. Später arbeitete er mit seinem jüngeren Bruder William in ihrer eigenen Walfangfirma. Politisch schloss er sich der von Andrew Jackson gegründeten Demokratischen Partei an. Zwischen 1835 und 1837 amtierte er als Bürgermeister der Stadt New London. Im Jahr 1843 war er Abgeordneter und Präsident im Repräsentantenhaus von Connecticut; 1844 gehörte er dem Staatssenat an.
Im Jahr 1846 wurde Billings an der Seite von Isaac Toucey zum Vizegouverneur von Connecticut gewählt. Dieses Amt bekleidete er zwischen 1846 und 1847. Dabei war er Stellvertreter des Gouverneurs und Vorsitzender des Staatssenats. Nach dem Ende seiner Zeit als Vizegouverneur ist er politisch nicht mehr in Erscheinung getreten. Noyes Billings starb am 26. April 1865 in New London.